# State Street Bridge (Harrisburg)
Die State Street Bridge, auch als Soldiers and Sailors Memorial Bridge bekannt, ist eine 400 m lange Betonbogenbrücke in Harrisburg, Pennsylvania, die sowohl die Pennsylvania State Route 230 als auch den Paxton Creek überspannt. Die Brücke wurde 1930 fertiggestellt und war als Haupteinfahrt zum Zentrum der Stadt und dem Pennsylvania State Capitol Complex von Osten her gedacht. Am 22. Juni 1988 wurde die Brücke in das National Register of Historic Places aufgenommen. Ein Historic American Engineering Record des Bauwerks wurde 1997 dokumentiert.

## Geschichte
Nachdem 1897 das damalige Pennsylvania State Capitol bis auf die Grundmauern abgebrannt war, wurden Pläne eines verbesserten Neubaus und zur Erweiterung des Parkes gemacht, der das Gebäude umgibt. Die Pläne gingen von einem beeindruckenderen Gebäude als vor dem Brand aus, weil die Stadt damit möglichen Versuchen anderer Städte in Pennsylvania, wie etwa Philadelphia, entgegenwirken wollte, die sich gegen den Anspruch Harrisburgs als Sitz der Bundesstaatsregierung richteten. Nachdem das für die Erweiterung erforderliche Land angekauft war, wurde Arnold W. Brunner engagiert, um die Pläne für den Bau und die Landschaftsarchitektur der Umgebung zu entwerfen. Diese Planungen wurden durch den Ersten Weltkrieg unterbrochen.
Nach dem Krieg wurde 1919 entschieden, eine Brücke zu bauen, die gleichzeitig ein Denkmal für die Streitkräfte der Vereinigten Staaten und der Soldaten Pennsylvanias werden sollte, die im Weltkrieg gekämpft hatten. Die Pennsylvania General Assembly verabschiedete am 18. Juli 1919 ein Gesetz, mit dem der Bau der Brücke beschlossen wurde. William Gehron und Sidney Ross überarbeiteten 1926 den Plan für das Bauwerk, den Brunner 1921 vorgelegt hatte, da Brunner 1925 verstarb. Die Änderungen machten die Brücke massiger und die Pfeiler höher und „stromlinienartiger“.
Der Bau der Brücke hatte im September 1925 begonnen. Die Pennsylvania General Assembly hatte für den Bau 3.610.000 US-Dollar freigegeben, die Stadt Harrisburg beteiligte sich mit 300.000 US-Dollar. Am 22. August 1930 wurde das Bauwerk für den Verkehr freigegeben. Unter der Aufsicht des Architekten J. Richard Nissley wurde die Brücke 1955 renoviert. Dabei wurde am östlichen Ende eine 11 m lange Stahlträgerspanne eingefügt. Die Straßenoberfläche und die Gehwege wurden 1957 erneuert.

## Design

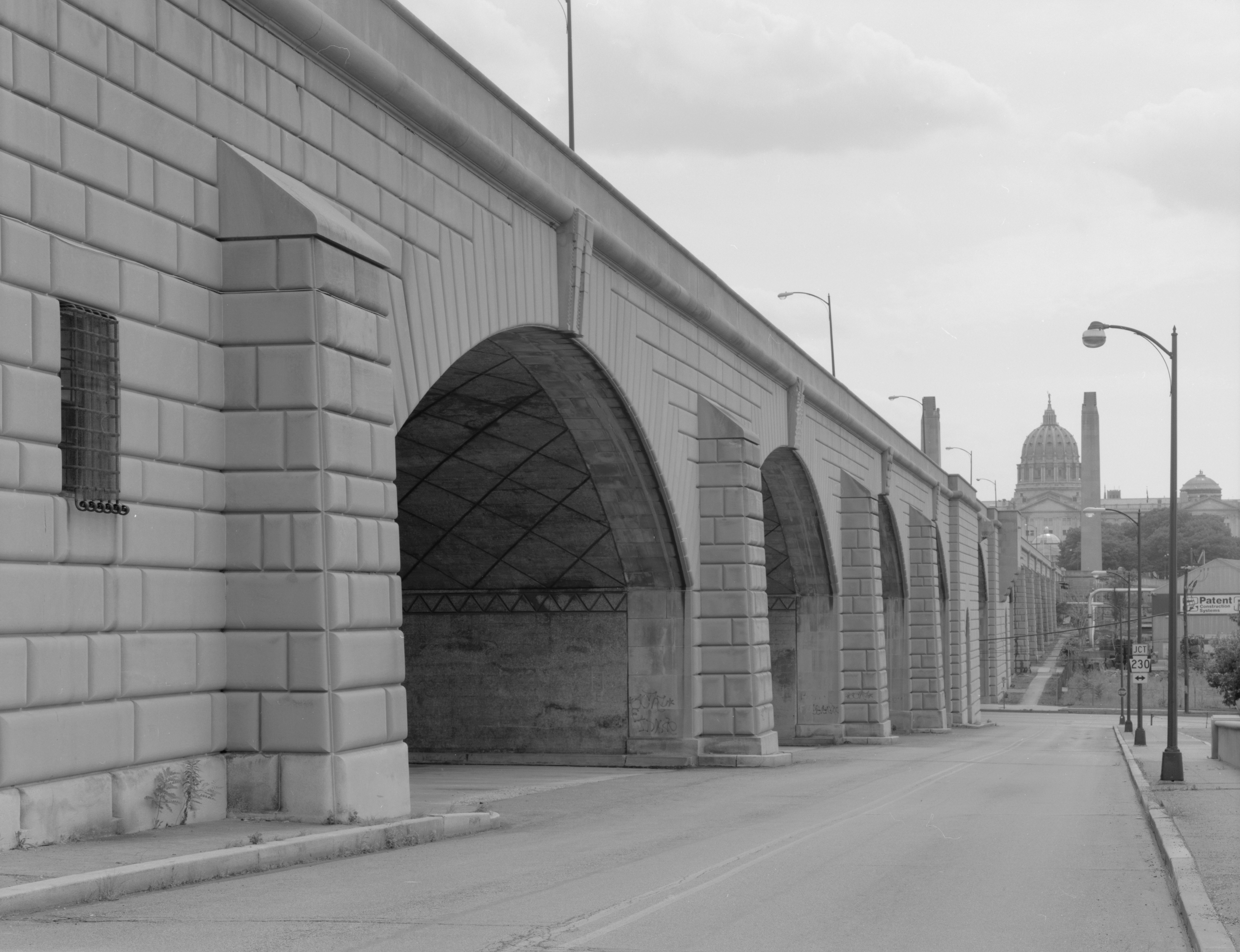
HAER-Aufnahme der Bögen mit den Pfeilern und dem State Capitol im Hintergrund.

Die 44 m hohen und knapp 5 m breiten Pfeiler stehen an den Flanken des westlichen Brückenendes. Jeder der beiden Pfeiler trägt einen Adler, wobei der eine die United States Army und der andere die United States Navy symbolisiert. Jeder der beiden Adler wiegt ungefähr 272 t und hat eine Höhe von etwa 6,5 m. Die vier Seiten der Pfeiler tragen die Jahreszahlen von jeweils einem der acht Kriege, an denen die Vereinigten Staaten bis zum Ersten Weltkrieg beteiligt war.
In den Schlussstein der Brückenbögen ist jeweils eine Waffe eingraviert, die im Ersten Weltkrieg entwickelt und eingesetzt wurde. Die Pläne der Brücke sahen ein Museum unter dem westlichen Ende des Bauwerks vor, dies wurde jedoch nicht umgesetzt. Das Museum sollte die Flaggen der Einheiten aus Pennsylvania aufnehmen und die Namen aller Soldaten aus diesem Bundesstaat, die während des Ersten Weltkrieges gekämpft haben.